# Wyspa dnia poprzedniego
Wyspa dnia poprzedniego (L'isola del giorno prima) – trzecia powieść Umberta Eco wydana w 1994 w Mediolanie w wydawnictwie „Bompiani”. 

## Fabuła
Jej bohater o imieniu Robert – kolejno piemoncki żołnierz, trochę libertyn, bywalec paryskich salonów, tajny agent Mazarina, a wreszcie podróżnik-rozbitek – dobija na koniec do opuszczonego wielkiego żaglowca, pełnego zapasów żywności, narzędzi i dziwacznych zbiorów. Na horyzoncie widnieje zielony brzeg wyspy. Jak się jednak okazuje, statek nie jest pusty – Robert spotyka tam niemieckiego jezuitę, na wpół obłąkanego filozofa przyrody, snującego fantastyczne i pretensjonalne quasi-naukowe spekulacje.
Z pamiętnika Roberta, z jego wspomnień oraz z dysput z jezuitą wyłania się niecodzienny obraz historii Europy okresu baroku. Ta epoka wielkich kontrowersji filozoficznych, międzynarodowych intryg politycznych, rywalizacji potęg europejskich w dziedzinie wynalazków i skarbów kolonialnych oraz łupieżczych, krwawych wojen staje się pod piórem Eco kpiną, ironią, szyderstwem z niedoskonałości, a często niedołęstwa ludzkiego umysłu, który tak łatwo daje się sprowadzić na manowce. Stanowi także swego rodzaju ostrzeżenie – jako że niebezpieczeństwo „barokowych” postaw intelektualnych nie omija współczesności.